# Czkałowe (Krym)
Czkałowe (ukr. Чкалове, ros. Чкалово, Czkałowo) – wieś na Ukrainie, w Autonomicznej Republice Krymu (de iure stanowiącej integralną część państwa ukraińskiego, w 2014 anektowanej przez Rosję i odtąd funkcjonującej jako Republika Krymu), w rejonie nyżniohirskim. W 2001 liczyła 1469 mieszkańców, wśród których 237 wskazało jako ojczysty język ukraiński, 966 rosyjski, 202 krymskotatarski, 1 mołdawski, 4 białoruski, 1 słowacki, a 58 inny. Według spisu ludności przeprowadzonego przez okupacyjne władze rosyjskie populacja wsi w 2014 wynosiła 1098 osób.